# Goodell (Iowa)
Goodell es una ciudad ubicada en el condado de Hancock en el estado estadounidense de Iowa. En el Censo de 2010 tenía una población de 139 habitantes y una densidad poblacional de 125,39 personas por km².

## Geografía
Goodell se encuentra ubicada en las coordenadas 42°55′25″N 93°36′51″O / 42.92361, -93.61417. Según la Oficina del Censo de los Estados Unidos, Goodell tiene una superficie total de 1.11 km², de la cual 1.11 km² corresponden a tierra firme y (0%) 0 km² es agua.

## Demografía
Según el censo de 2010, había 139 personas residiendo en Goodell. La densidad de población era de 125,39 hab./km². De los 139 habitantes, Goodell estaba compuesto por el 94.96% blancos, el 0% eran afroamericanos, el 0% eran amerindios, el 0% eran asiáticos, el 0% eran isleños del Pacífico, el 5.04% eran de otras razas y el 0% pertenecían a dos o más razas. Del total de la población el 11.51% eran hispanos o latinos de cualquier raza.